# Kharovsky (huyện)
Huyện Kharovsky (tiếng Nga: ? райо́н) là một huyện hành chính tự quản (raion), của Tỉnh Vologda, Nga. Huyện có diện tích 3567 km², dân số thời điểm ngày 1 tháng 1 năm 2000 là 22600 người. Trung tâm của huyện đóng ở Kharovsk.